# Zoho
Zoho Office Suite — онлайновий офісний пакет, що включає такі застосунки, як текстовий процесор, електронні таблиці, презентації, бази даних, нотатки, вікі, роботу з покупцями (CRM), управління проектами, рахунки тощо.
Назва пакета є дещо переробленою поширеною абревіатурою SOHO (англ. small office, home office — малий офіс, домашній офіс).
Оскільки пакет побудований як вебслужба, всі його застосунки є платформо-незалежними. Zoho є прикладом бізнесової схеми «Програма як послуга» (SaaS), або хмарних обчислень, коли застосунки виконуються більшою мірою на віддаленому сервері, чи на персональному комп'ютері користувача. Робота з пакетом здійснюється через веббраузер.
Пакет Zoho безплатний при використанні на початковому рівні та має бути оплачений при інтенсивному або професійному використанні.

## Загальний огляд
Застосунки можуть використовуватися як для створення потрібного змісту через веб, так і для маніпуляцій з файлами, створеними в інших поширених офісних пакетах. Zoho може читати і писати файлові формати Microsoft Office, OpenOffice.org і інших систем. Програми з пакета можуть бути використані індивідуально, але пропонуються також додаткові переваги інтеграції для спільної роботи. Файли даних (документи) можна зберігати на серверах Zoho, в також у кількох партнерів Zoho на зразок box.net або Omnidrive, які дозволяють синхронізувати файли на локальний комп'ютер користувача.
Хоча деякі застосунки, зокрема Zoho CRM чи Zoho Projects, мають просунуті можливості, доступні за плату, загалом Zoho стартувало із зобов'язанням підтримувати безоплатний статус застосунків початкового рівня. Проста реєстрація надає доступ до всіх продуктів Zoho.
Zoho має відкритий програмний інтерфейс до застосунків (API) для шести зі своїх продуктів: Zoho Writer, Zoho Sheet, Zoho Show, Zoho Creator, Zoho Meeting та Zoho Planner. Це дає можливість стороннім розробникам створювати програми, що використовують служби Zoho. Сама Zoho створює плагіни для інтеграції Zoho в Microsoft Word та Excel, а також як плагін браузера, що може відкривати документи і таблиці без встановлених текстового процесора та електронних таблиць на комп'ютері. Можливо створити настільний віджет, що дозволить користувачеві запускати продукти Zoho на своєму комп'ютері у спосіб, аналогічний традиційним офісним застосункам.
У зв'язку із виходом популярного iPhone, Zoho випустила мобільну версію Zoho Writer, Sheet та Show під назвою iZoho, які доступні на iZoho.com. Zoho також зробила свої застосунки доступними на Facebook після того, як соціальна мережа відкрила свої API.
У своєму огляді потенційної вільної заміни Microsoft Office журнал InfoWorld виставив Zoho Office Suite найвищі оцінки (розглядалися також Google Docs, IBM Lotus Symphony та OpenOffice.org).

## Складові застосунки

### Zoho Writer
Zoho Writer є повнофункціональним текстовим процесором, який підтримує співпрацю між багатьма користувачами в реальному часі. Він може імпортувати багато форматів документів, включно з Microsoft Word (DOC, DOCX), тексти OpenDocument (ODT), OpenOffice.org (SXW), файли HTML, RTF, JPG, GIF & PNG, вставляє фото з сайтів, подібних Flickr чи Zooomr, відео з Youtube, Vimeo тощо, і прямо публікує їх на основних блогових платформах. Writer також являє собою редакторський рушій, що використовують кілька інших продуктів Zoho. Zoho Writer доступний в кількох різних форматах, серед яких настільний віджет, плагін для Microsoft Word, онлайнова служба зберігання SteekR, і Facebook серед інших. Zoho Writer став одним із перших онлайнових текстових процесорів, що підтримують водночас онлайнове й офлайнове редагування, використовуючи плагін до браузера Google Gears. Zoho Writer спочатку спирався на опитування що-вісім-секунд, але останні версії застосовують підтвердження в реальному часі від Zoho Chat.

### Zoho Sheet
Zoho Sheet — це електронні таблиці пакету Zoho Office Suite. За винятком запуску макросів вони підтримують більшість стандартних функцій електронних таблиць і додають кілька нових інноваційних можливостей, включно з самообробними зовнішніми подачами даних (RSS/ATOM) та можливістю публікувати графіки в блогах або на інших вебсайтах. Подібно Writer, вони полегшують співпрацю в реальному часі й вони добре інтегровані з іншими застосунками, наприклад Zoho Notebook або Creator. Zoho Sheet має плагін для інтеграції з Microsoft Excel, він можливий також у вигляді настільного віджета і як частина онлайнової служби на зразок box.net чи Facebook.

### Zoho DB & Reports
Zoho DB & Reports — це онлайнова база даних та інструмент звітів у Zoho Office Suite. Вони можуть «будувати графіки, зведені таблиці, підсумки й інші звіти широкого рангу через потужний інтерфейс drag & drop».

### Zoho Show
Zoho Show, онлайнова програма створення презентацій, дозволяє користувачам компонувати презентації з ескізів або (що трапляється часто) імпортувати з бібліотек презентацій Microsoft PowerPoint (.ppt, .pps) чи OpenOffice (.odp, .sxi). Зроблена онлайнова презентація може бути розповсюджена, відтворена як слайд-шоу, над нею можна працювати спільно і вона може бути вставлена в блоги або інші вебсайти. Zoho Show є одним з тих продуктів, що роблять Zoho Office Suite чимось окремим від конкурентів, більшість з яких не має подібного презентаційного продукту.

### Zoho Projects
Zoho Project, інструмент управління і контролю над проектами, дозволяє створювати задачі, задавати строки виконання і відстежувати етапи робіт; працювати з календарем, графіками Гантта, звітами, розподіляти файли підтримки — тобто в наявності всі стандартні функції, що мають бути в пакетах управління проектами. Можна ще сперечатися стосовно переваг онлайнової/офлайнової роботи з окремими застосунками офісу, але управління проектами за визначенням є застосунок для командної роботи і тому розміщення його у Мережі є природним. Zoho Projects безкоштовний для одного проекту.

### Zoho CRM
Zoho CRM — це управління відносинами з покупцями (англ. customer relationship management). Тут є базові функції CRM з поставками, інвентаризацією і певними можливостями виставлення рахунків, що більше лежить в області ERP (англ. Enterprise Resource Planning). Zoho CRM є вільною, якщо вкладатися в обмеження трьох користувачів, і коштує $12 на місяць за кожного додаткового користувача. Також існує Enterprise Version (версія масштабу підприємства) Zoho CRM з місячною ціною $25 за кожного користувача.

### Zoho Creator
Zoho Creator — це застосунок, який комбінує онлайнову базу даних і засоби розробника, що дають можливість користувачеві створювати розвинуту логіку процесу без необхідності знати коди мови, просто перетягаючи елементи скриптів на екрані. Користувач має можливість імпортувати дані з файлів .xls, .csv і .tsv, створювати різноманітні форми або з ескізів, або зі зразків готових шаблонів.

### Zoho Wiki
Zoho Wiki являють собою базові WYSIWYG вікі, що дозволять користувачеві створити свій власний вебсайт. Підтримуються групові сторінки, підсторінки, з можливостями на зразок закладок, змісту і користувацьких тем, стилів CSS і вигляду. Zoho Wiki також може зв'язуватися з іншими роботами і документами, котрі користувач створив в інших службах Zoho, наприклад, слайд-шоу з Zoho Show.

### Zoho Planner
Zoho Planner — онлайновий планувальник з календарем, переліком, що робити, сторінками і нагадувачем про пошту. Подібно до інших продуктів Zoho, ці можливості можуть ділити різні дописувачі або групи. Zoho Planner конкурує з Microsoft Outlook і більш прямо з Google Calendar.

### Zoho Notebook
Zoho Notebook — потужний застосунок, що здатен створювати вміст з багатьох різних видів медіа. Він дещо подібний до Microsoft OneNote або Google Notebook, але включає більшу підтримку для мультимедійного вмісту. Користувачі можуть працювати з текстом, зображеннями, відео і звуком в уявному «ноутбуці» і потім ділитися вмістом або окремими сторінками зі своїми друзями. Zoho Notebook навіть дозволяє інтеграцію документів, повноцінних застосунків і змісту через RSS. Вміст ноутбука може бути завантажений або зібраний з Мережі за допомогою плагіна Zoho Notebook до Mozilla Firefox чи Internet Explorer.

### Zoho Chat
Як витікає з назви, Zoho Chat — це чат, який може бути вбудований в інші сторінки чи блоги. Також підтримуються традиційні приватні миттєві повідомлення.

### Zoho Mail
Окремо цей застосунок раніше називався Zoho Office Suite. Zoho Mail — це онлайнова служба спільної групової роботи. Служба була перейменована на Zoho Mail, щоб не вводити в оману стосовно інших інтегрованих служб Zoho. Поки на стадії публічної бети, вона забезпечує сервіси електронної пошти, календар, управління документами, управління задачами, управління контактами. Zoho Mail інтегрує Zoho Writer, Sheet та Show.

### Zoho Meeting
Один з останніх інструментів Zoho, Zoho Meeting, надає можливість користуватися вебконференціями. Поточна версія вимагає для забезпечення конференцій використання Microsoft Windows, але учасники можуть бути під різними операційними системами. Zoho Meeting дозволяє учасникам бачити екран підготовленої презентації за допомогою або ActiveX, або Flash, або Java. Zoho Show та Zoho Chat інтегровані в службу й учасники можуть обирати, як управляти екраном презентації. Переглядач конференції навіть може бути інтегрований в окрему вебсторінку чи слайд від Zoho Show. Zoho Meeting як публічна бета надається безоплатно і забезпечений живою підтримкою.

## Утиліти
Zoho також пропонує деякі служби, що не є частиною Zoho Office Suite. Zoho Challenge — це застосунок онлайнового тесту на відповідність претендентів на вакантні посади. Він безплатний для 25 кандидатів.
Zoho Polls — вільний інструмент для дослідження і голосувань, що може бути вбудований на якусь сторінку чи блог. А 24x7 — це служба моніторингу сайтів, безоплатна для двох сайтів.

## Сторонні утиліти
Zoho надає API для своїх застосунків, і це робить можливим створення утиліт третіми сторонами. Одна з них — плагін для OpenOffice.org, що забезпечує доступ до документів, збережених службами Zoho Writer, Zoho Sheet і Zoho Show.

## Конкуренти
- Google Docs
- Microsoft Office 365
- MyTaskHelper
- ThinkFree